# Bão Hope (1979)
Bão Hope (JTWC: 09W) - cơn bão thứ 9 của Mùa bão Tây Bắc Thái Bình Dương 1979, còn được biết đến ở Philippines với tên gọi là bão Ising hay bão số 4 năm 1979 ở Việt Nam.

## Lịch sử khí tượng
Vào ngày 24 tháng 7, một áp thấp nhiệt đới đã hình thành ở khu vực phía Đông Nam Guam. Di chuyển theo hướng Tây - Tây Bắc, tuy nhiên đến ngày 27, đứt gió trên tầng cao từ rãnh trên tầng đối lưu đã làm cho nó tan. Tàn dư của áp thấp nhiệt đới chuyển hướng đi lên phía Bắc, rồi đến Tây, và sang ngày 28 nó đã tái tạo lại. Sau đó, hệ thống ngày một tăng cường ổn định hơn, với việc nó đã đạt cường độ bão nhiệt đới trong ngày 28 và đến ngày 29 là bão cuồng phong. Vào ngày 31, Hope đạt đỉnh, vận tốc gió của nó khi đó là 150 dặm/giờ; nhưng không lâu sau do tương tác với đất liền Đài Loan ở phía Bắc, cơn bão đã suy yếu. Hope, với vận tốc gió suy giảm còn 100 dặm/giờ đã đổ bộ vào miền Nam Trung Quốc trong ngày 2 tháng 8; khu vực nó đổ bộ chỉ cách Hong Kong 10 dặm về phía Đông. Cơn bão tiếp tục di chuyển về phía Tây và suy yếu trên đất liền. Hope là một trường hợp đặc biệt khi nó vẫn duy trì được sự tồn tại dù ở rất lâu trên đất liền. Cho đến ngày mùng 7, cơn bão tiến vào vịnh Bengal, mạnh trở lại thành bão nhiệt đới. Nhưng không lâu sau nó đã đi vào đất liền Ấn Độ và tan trong ngày mùng 8.

## Những thiệt hại
Tại tỉnh Quảng Đông, Trung Quốc, cơn bão đã khiến 100 người chết hoặc mất tích. Còn ở Hong Kong đã có 10 trường hợp thiệt mạng cùng với 260 người khác bị thương. Hope là xoáy thuận nhiệt đới mạnh nhất tấn công Hong Kong kể từ cơn bão Rose năm 1971.